# Trichobotrys effusa
Trichobotrys effusa är en svampart som först beskrevs av Berk. & Broome, och fick sitt nu gällande namn av Petch 1924. Trichobotrys effusa ingår i släktet Trichobotrys, divisionen sporsäcksvampar och riket svampar.   Inga underarter finns listade i Catalogue of Life.